# Joan Montes
 (juillet 2016).
Si vous disposez d'ouvrages ou d'articles de référence ou si vous connaissez des sites web de qualité traitant du thème abordé ici, merci de compléter l'article en donnant les références utiles à sa vérifiabilité et en les liant à la section « Notes et références ».
Joan Montes Pérez, né le 28 octobre 1960 à Barcelone, est un joueur espagnol de basket-ball reconverti en entraîneur. Il est responsable du basket formateur au FC Barcelone.

## Biographie

### Joueur
Joan Montes commence à jouer avec le Bosco Horta de Barcelone, SSCC (Sagrados Corazones de Barcelona). Plus tard, il joue avec le RCD Espanyol, Peñas Huesca et finalement le Valvi Girona(obtenant la promotion en première division avec ces trois clubs).

### Entraîneur
En 1989, il est recruté par le FC Barcelone afin d'entraîner les équipes juniors du club. 
En 1994, il devient l'assistant d'Aíto García Reneses en équipe première.
Lors de la saison 1997-1998, à la suite du limogeage de l'entraîneur Manel Comas, Joan Montes prend les rênes de l'équipe après 12 journées de championnat. Il mène l'équipe en demi-finale de la Liga ACB. Il fait débuter Juan Carlos Navarro face au CB Granada.
Il alterne son travail comme formateur dans les catégories juniors et comme assistant en équipe première de 1999 à 2003 (champion de l'Euroligue).
La saison 2004-2005 commence par la démission de Svetislav Pesic. Joan Montes est nommé entraîneur de l'équipe première du Barça pour la deuxième fois. Il doit démissionner le 27 février 2005 car les résultats sont insatisfaisants et il est remplacé par Manolo Flores. Joan Montes retourne à son travail de formateur et il dirige les espoirs du Barça dans le championnat des moins de 20 ans.

## Palmarès
Avec le FC Barcelone :
- Supercoupe d'Espagne : 2004

Avec l'Espagne junior :
- Médaille de bronze au Mondiaux d'Athènes en 1995